# Daniela Recknagel
Daniela Recknagel (* 15. November 1979 in Wolfen) ist eine deutsche Juristin. Sie ist seit September 2023 Richterin am Bundesgerichtshof.

## Leben und Wirken
Recknagel war nach Abschluss ihrer juristischen Ausbildung zunächst sieben Monate als Rechtsanwältin tätig. Im August 2007 trat sie in den höheren Justizdienst des Landes Hessen ein und wurde bei den Amtsgerichten Wetzlar und Kirchhain eingesetzt. Bei dem Amtsgericht Kirchhain wurde sie im Februar 2011 zur Richterin am Amtsgericht ernannt. In der Zeit von Dezember 2013 bis August 2014 erfolgte ihre Abordnung an das Oberlandesgericht Frankfurt am Main und von Mai 2017 bis April 2020 als wissenschaftliche Mitarbeiterin an den Bundesgerichtshof. Anschließend war Recknagel bis April 2021 an das Bundesministerium der Justiz und für Verbraucherschutz abgeordnet. Im Laufe dieser Abordnung wurde sie im Februar 2021 bei dem Oberlandesgericht Frankfurt am Main zur Richterin am Oberlandesgericht ernannt. Recknagel ist promoviert.
Mit der Ernennung zur Richterin am Bundesgerichtshof am 5. September 2023 wies das Präsidium Recknagel dem XII. Zivilsenat zu, der vornehmlich für das Familienrecht, das Betreuungsrecht und das gewerbliche Mietrecht zuständig ist.

## Werk
- Sicherungsstatutarischer Dritteinfluss auf Organbesetzung und Geschäftsführung. Am Beispiel der Einflussrechte der Sicherungseinrichtungen des Kreditgewerbes (= Institut für Genossenschaftswesen an der Philipps-Universität Marburg [Hrsg.]: Marburger Schriften zum Genossenschaftswesen. Band 104). 1. Auflage. Göttingen, Vandenhoeck & Ruprecht 2008, ISBN 978-3-525-86085-4 (219 S., zugleich Dissertation, Marburg 2007).